# داویت پاراویان
داویت آرتوری پاراویان (ارمنی: Դավիթ Արթուրի Պառավյան؛ روسی: Давид Артурович Паравян؛ زادهٔ ۸ مارس ۱۹۹۸) شطرنج‌باز ارمنی‌تبار اهل روسیه است که در سال ۲۰۱۳ عنوان استاد بین‌المللی و در سال ۲۰۱۷ عنوان استادبزرگ توسط فیده به وی اعطاء گردید.

## زندگی‌نامه
وی در ۸ مارس ۱۹۹۸ در مسکو به دنیا آمد .
| به‌دلیل برخی مشکلات فنی، نمودارها موقتاً قابل مشاهده نیستند. اطلاعات بیشتر پیرامون این مشکل در فابریکاتور و وبگاه مدیاویکی در دسترس است. | |
| | به‌دلیل برخی مشکلات فنی، نمودارها موقتاً قابل مشاهده نیستند. اطلاعات بیشتر پیرامون این مشکل در فابریکاتور و وبگاه مدیاویکی در دسترس است. |